# Pancadaria em Piešťany
A pancadaria em Piešťany foi uma famosa briga entre as seleções juniores do Canadá e da União Soviética durante a fase final do Campeonato Mundial Júnior de Hóquei no Gelo de 1987, em Piešťany, na antiga Checoslováquia.
O incidente resultou na desclassificação de ambas as equipes. Enquanto os soviéticos já estavam eliminação da disputa por medalhas, aos canadenses ainda era possível competir - inclusive pela medalha de ouro. Desesperados em conter os ânimos dos jogadores, os árbitros pediram o desligamento das luzes do ginásio para tentar apartar a briga após mais de 20 minutos de pancadaria. Mas a briga continuou com o ginásio às escuras. Quando as luzes foram acesas, dezenas de luvas, tacos e capacetes estavam espalhados pelo gelo e os jogadores continuavam trocando socos.
1. Shawn Simpson, G
2. Greg Hawgood, D
3. Glen Wesley, D
4. Steve Chiasson, D
5. Chris Joseph, D
6. Kerry Huffman, D
7. Luke Richardson, D
8. Yvon Corriveau, F
9. Theoren Fleury, F
10. Mike Keane, F
11. Everett Sanipass, F
12. Dave McLlwain, F
13. Pat Elynuik, F
14. Scott Metcalfe, F
15. Brendan Shanahan, F
16. Steve Nemeth, F
17. Pierre Turgeon, F
18. Stéphane Roy, F
19. David Latta, F
20. Jimmy Waite, G

1. Vadim Privalov, G
2. Dmitri Tsygurov, D
3. Andrei Smirnov, D
4. Igor Monayenkov, D
5. Alexander Mogilny, F
6. Sergei Fedorov, F
7. Valeri Zelepukin, F
8. Aleksandrs Kerčs, F
9. Dmitri Medvedev, F
10. Alexander Galchenyuk, F
11. Sergei Shesterikov, F
12. Anton Zagorodny, F
13. Valeri Popov, F
14. Valeri Ivannikov, G
15. Sergei Osipov, F
16. Evgeny Davydov, F
17. Vladimir Konstantinov, D
18. Vladimir Malakhov, D
19. Pavel Kostichkin, F
20. Vadim Musatov, D